# Ансамбль Ходжа-Гаукушан
Ансамбль Ходжа-Гаукушан — один из крупных архитектурных ансамблей в центре Бухары. Вместе с рядом других построек центральной части города включён в Список Всемирного наследия ЮНЕСКО.
Своё название ансамбль получил по местоположению: Гаукушон означает «убивающий быков» и до строительства на этом месте располагалась большая торговая площадь Бухары, а ещё раньше бойня.
В ансамбль входят медресе и соборная мечеть с высоким и широким в поперечнике минаретом Ходжа Калон, уступавшем по размерам только минарету Калян. Медресе Гаукушон было построено в 1570 году в эпоху правления узбекского хана Абдулла-хана II и имело традиционную дворовую схему. Трапециевидная форма здания объясняется его расположением на развилке улиц. Постройки на площади Гаукушон были сделаны на средства джуйбарского шейха Ходжи Саъда, известного под прозвищем «Ходжа Калон» («великий ходжа»), что отразилось в названии, мечети и в целом комплекса. В 1598 году с севера от медресе была построена пятничная мечеть, называемая «Мечеть Ходжа». «Ходжа Калон» похоронен в фамильном некрополе джуйбарских шейхов Чор-Бакр.